# 伊東長裕
伊東長裕（日语：／ Itō Nagayasu，1816年6月14日—1860年9月28日），日本幕末的大名，备中冈田藩第9代藩主。他是第8代藩主伊东长宽的第五个儿子、世子伊東長禎的长子，母亲是名为梅的婢女。妻子是土方雄興的女儿。

## 生平
天保7年（1836年）3月23日成为伊东长宽的第十一个儿子，嫡子伊东长之的养子。天保15年（1844年）4月15日拜谒将军德川家庆。同年8月4日，养父长之因为疾病的缘故被废除继承人之位。同年9月6日，长裕成为继承人。嘉永3年（1850年）8月11日，因为祖父长宽的去世而继承家督之位。同年12月16日赴任从五位下若狭守。
万延元年（1860年）8月14日去世，享年45岁，葬于倉敷市真備町川边的源福寺，戒名泰性院万随義光大居士。继承人是作为养子的伊東長。